# Mikko Sumusalo
Mikko Sumusalo est un footballeur finlandais, né le 12 mars 1990 à Porvoo. Il évolue au poste d'arrière gauche au KTP Kotka.

## Palmarès
- HJK Helsinki
  - Champion de Finlande en 2009, 2010, 2011 et 2012.
  - Vainqueur de la Coupe de Finlande en 2011.